# Georges-Hébert Germain
Pour les articles homonymes, voir Germain.
Georges-Hébert Germain (né aux Écureuils, le 20 août 1944, mort à Montréal le 13 novembre 2015) est un journaliste, chroniqueur, critique littéraire, scénariste, romancier, biographe et essayiste québécois.

## Biographie
Il obtient une licence en géographie de l'Université de Montréal, après un baccalauréat ès arts. 
Il œuvre dans plusieurs médias tels que La Presse, Nous Magazine, Perspectives, Forum, Télé-Métropole, Hobo-Québec, CKAC, Autrement, En Route, Canadian Geographic, Châtelaine, L'actualité, Radio-Québec, Radio-Canada et l'ONF. Il a même écrit les paroles de quelques chansons, notamment sur le disque éponyme du groupe Contraction, en 1972, dont celles de Sainte-Mélanie Blues, avec la collaboration de Garnier Poulin.
Son roman Souvenir de Monica sert de base de scénario au film Monica La Mitraille en 2004.
Deuxième d'une famille de quatorze enfants, il est l'époux de Francine Chaloult et le père de Rafaële Germain.
Il meurt le 13 novembre 2015,, à Montréal, à la suite d'un long combat de deux ans contre une tumeur au cerveau.

## Œuvres
- Guy Lafleur : l'ombre et la lumière, Montréal : Art global : Libre Expression, 1990, 406 p., [16] p. de portr. (certains en coul.) ; 24 cm  (ISBN 2-8911-1402-7)[6]
  - (en) Overtime: The Legend of Guy Lafleur, Markham Ont.: Viking, 1990  (ISBN 0-6708-3120-4)
- Christophe Colomb : naufrage sur les côtes du paradis, 1991 ; Montréal : Éditions Québec/Amérique, Collection « 2 continents », Série Best-sellers, 1992, 367 p. ; 18 cm  (ISBN 2-8903-7622-2) ; Montréal : Québec Amérique, Collection « QA compact », 2006  (ISBN 2-7644-0490-5)
- Inuit : les peuples du froid (sous la direction scientifique de David Morrisson ; illustrations de Frédéric Back), Montréal : Libre Expression ; [Ottawa] : Musée canadien des civilisations, 1995, 159 p.  : ill. (certaines en coul.) ; 30 cm  (ISBN 2-8911-1642-9)
  - (en) Inuit: glimpses of an Arctic past (David Morrison and Georges-Hébert Germain ; illustrations by Frédéric Back), Hull : The Canadian Museum of Civilization, 1995, 159 p. : ill. (certaines en coul.) ; 30 cm  (ISBN 0-6601-4038-1)
- Souvenirs de Monica, Montréal : Libre expression, 1997, 380 p. ; 23 cm  (ISBN 2-8911-1723-9) ; Monica la mitraille, Montréal : Libre expression, 2004, 380 p. ; 23 cm  (ISBN 978-2-7648-0127-7)
- Céline Dion : ma vie, mon rêve, Montréal : Libre Expression, 1997, 616 p., [48] p. de portr. en coul. ; 23 cm  (ISBN 2-8911-1766-2) ; [Saint-Laurent] : Édition du Club Québec loisirs, 1998, 616 p., [16] p. de portr. en coul. ; 24 cm  (ISBN 2-8943-0315-7) — Notes : Sur la couv.: « La biographie officielle » ; Paris : Robert Laffont, Pocket ; 11883, 2004, 2001, 380 p., [4] p. de portr. en coul. ; 18 cm  (ISBN 2-2661-3132-X)
- Les Coureurs des bois : La Saga des Indiens blancs  (ill. Francis Back), Montréal, Libre expression, 2003, 158 p. (ISBN 978-2-7648-0060-7).
  - (en) Adventurers in the New World: the saga of the coureurs des bois (illustrations: Francis Back ; translation: Nora Alleyn, Janet Chapman), Hull : Canadian Museum of Civilization, 2003, 158 p. : ill. (certaines en coul.), portr. (certains en coul.) ; 30 cm  (ISBN 0-6601-9075-3)
- Un musée dans la ville : une histoire du Musée des beaux-arts de Montréal
  - (en) A city's museum: a history of the Montreal Museum of Fine Arts (translation: Janet Chapman), Montreal : Montreal Museum, 2007, 270 p. : ill. en coul., portr. (certains en coul.) ; 32 cm  (ISBN 978-2-8919-2319-4)
  - (en) Art in the city: a history of the Montreal Museum of Fine Arts, Outremont : Libre expression, 2008  (ISBN 978-2-7648-0296-0) / Musée des beaux-arts de Montréal  (ISBN 978-2-8919-2289-0)
- Thérèse Dion : la vie est un beau voyage, Montréal : Libre expression, 2006, 365 p., [24] p. de pl. : ill., portr. ; 23 cm  (ISBN 978-2-7648-0297-7)
- L'homme au déficient manteau, Montréal : Libre expression, 2007, 290 p., [16] p. de pl. : ill., portr. ; 23 cm  (ISBN 978-2-7648-0340-0)
- René Angélil : Le Maître du jeu, Montréal : Libre expression, 2009, 531 p., 32 p. de portr. : certains en coul. ; 23 cm  (ISBN 978-2-7648-0418-6)
- La fureur et l'enchantement, Montréal : Libre expression, 2010  (ISBN 978-2-7648-0426-1)
- Robert Bourassa, Montréal : Libre expression, 2012  (ISBN 978-2-7648-0523-7)
- Jadis, si je me souviens bien…, Montréal : Libre expression, 2013  (ISBN 978-2-7648-0886-3)

## Honneurs
- 1981 - Prix Brascan, portrait de Robert Charlebois
- 1985 - Prix Brascan, portrait de Saul Bellow
- 1987 - Prix Air Canada, reportage sur le Japon
- 1987 - Prix Judith-Jasmin, reportage sur New York
- 1988 - Médaille d'or au Grand Prix d'excellence, reportage sur l'Inde
- 1990 - Médaille d'argent au Grand Prix d'excellence, reportage sur le Saint-Laurent
- 1990 - Prix de l'Ordre des architectes, portrait de l'architecte Moshe Safdie
- 1991 - Finaliste au Prix du Gouverneur général
- 1994 - Prix de l'Association québécoise des éditeurs de magazines, catégorie lettres et beaux-arts
- 1995 - Prix de l'Association québécoise des éditeurs de magazines, catégorie lettres et beaux-arts
- 1995 - Prix Jules-Fournier
- 1996 - Prix Louis-Chantigny, Inuit. Les peuples du froid
- 1996 - Prix Genève-Montréal, Inuit. Les peuples du froid
- 2014 - Chevalier de l'Ordre national du Québec[7]